# Марјама
Марјама (ест. Märjamaa) је општина и град у округу Рапла, северна Естонија. Марјама је административно средиште истоимене парохије. Према попису из 2005. године, на површини од 4,05 km², има 3.108 становника.